# Дуглас-Хьюм, Александр
Александр Фредерик Дуглас-Хьюм, барон Хьюм из Хирсела, (англ. Alexander Frederick Douglas-Home, Baron Home of the Hirsel; 2 июля 1903 — 9 октября 1995) — британский политик шотландского происхождения, премьер-министр Великобритании (1963—1964).
Дуглас-Хьюм был старшим сыном Чарльза Дуглас-Хьюма, 13-го графа Хьюма, и был очевидным наследником данного титула; он начал свою политическую карьеру под титулом учтивости как лорд Данглас (англ. Lord Dunglass). В 1950 году он вошёл в Палату общин после выборов, но был вынужден покинуть своей пост в следующем году, так как унаследовал титул графа Хьюма; как пэр, он вошёл в Палату Лордов; в это время он был известен как Александр Дуглас-Хьюм, 14-й граф Хьюм (англ. Alexander Douglas-Home, 14th Earl of Home). В 1963 году после отставки Макмиллана Дуглас-Хьюм становится премьер-министром Великобритании, и отказывается от своего титула. Поскольку он был кавалером Ордена Чертополоха, то в 1963—1974 годах был известен как сэр Александр Дуглас-Хьюм (англ. Sir Alexander Douglas-Home). Ближе к концу своей политической карьеры он получил ненаследуемый титул пэра и вернулся в Палату Лордов как Барон Хьюм из Хирсела (англ. Baron Home of the Hirsel). После смерти Дуглас-Хьюма в 1995 году его сын Дэвид унаследовал титул графа Хьюма.

## Биография
Окончил Итонскую школу и колледж Крайст-черч Оксфордского университета (1925).
В молодости профессиональный игрок в крикет (тогда был известен под титулом учтивости «лорд Данглас», до смерти отца), выступал даже за сборную. В 1934 избран впервые в Палату общин, заседал там с перерывами до 1951, всегда как консерватор. В 1960—1963 и 1970—1974 — министр иностранных дел Великобритании.
Хьюм был первым премьер-министром Великобритании, родившимся в XX веке, и последним членом Палаты лордов, назначенным на должность премьера из этой палаты. Он также был последним премьер-министром, чью кандидатуру выбрал лично монарх (королева Елизавета II). В 1965 Дуглас-Хьюм уже в качестве лидера оппозиции провёл реформу, в результате которой была упорядочена процедура избрания лидера Консервативной партии. С тех пор британский монарх фактически потерял возможность влиять на назначение премьер-министра. Чтобы стать премьером, Дуглас-Хьюм отказался от своего пэрского титула 14-го графа Хьюма (англ. 14th Earl of Home), который носил после смерти отца в 1951, и был переизбран в Палату общин как депутат (одновременно с ним это сделали однопартиец Квинтин Хогг, виконт Хейлшем, также стремившийся стать лидером консерваторов, и радикально левый лейборист Тони Бенн, виконт Стэнсгейт). Это позволил сделать принятый ранее в том же году по инициативе Бенна, не желавшего после смерти отца переходить в Палату лордов, Акт о пэрстве, впервые вводивший возможность отказа от пэрства.
Премьерство Хьюма оказалось весьма коротким; заняв свою должность в связи с неожиданной болезнью Гарольда Макмиллана (из-за неверного диагноза болезни, принятой за смертельную), он ушёл в следующем году, проиграв выборы лейбористам во главе с Гарольдом Вильсоном. Кабинет Хьюма, как и предшествовавший, испытал на себе последствия скандального дела Профьюмо; перевес лейбористов, впрочем, был незначительным. Затем он провёл внутреннюю реформу партии, поддержал избрание новым лидером консерваторов Эдварда Хита и в дальнейшем был к нему лоялен; в его кабинете в 1970 году вновь получил портфель министра иностранных дел.
После смерти Дугласа-Хьюма в 1995 его сын Дэвид унаследовал титул и стал 15-м графом Хьюмом и сам занял место в Палате лордов, которое сохранил и после парламентской реформы.